# Mangekyou / Unlimited
Singles de Nanase Aikawa
Ai no Uta: Magenta Rain
(2004) Kagiri Aru Hibiki
(2005)
Mangekyou / Unlimited est le 25e single de Nanase Aikawa, sorti sous le label Avex Trax le 29 septembre 2004 au Japon. Il atteint la 49e place du classement de l'Oricon et reste classé pendant 3 semaines pour un total de 4 000 exemplaires vendus. Mangekyou se trouve sur le mini album The First Quarter et sur la compilation Rock or Die.

## Liste des titres
| 1. | Mangekyou (万華鏡) |  |
| 2. | Unlimited          |  |